# Hồ Thượng

Hồ Thượng và Ngũ Đại Hồ

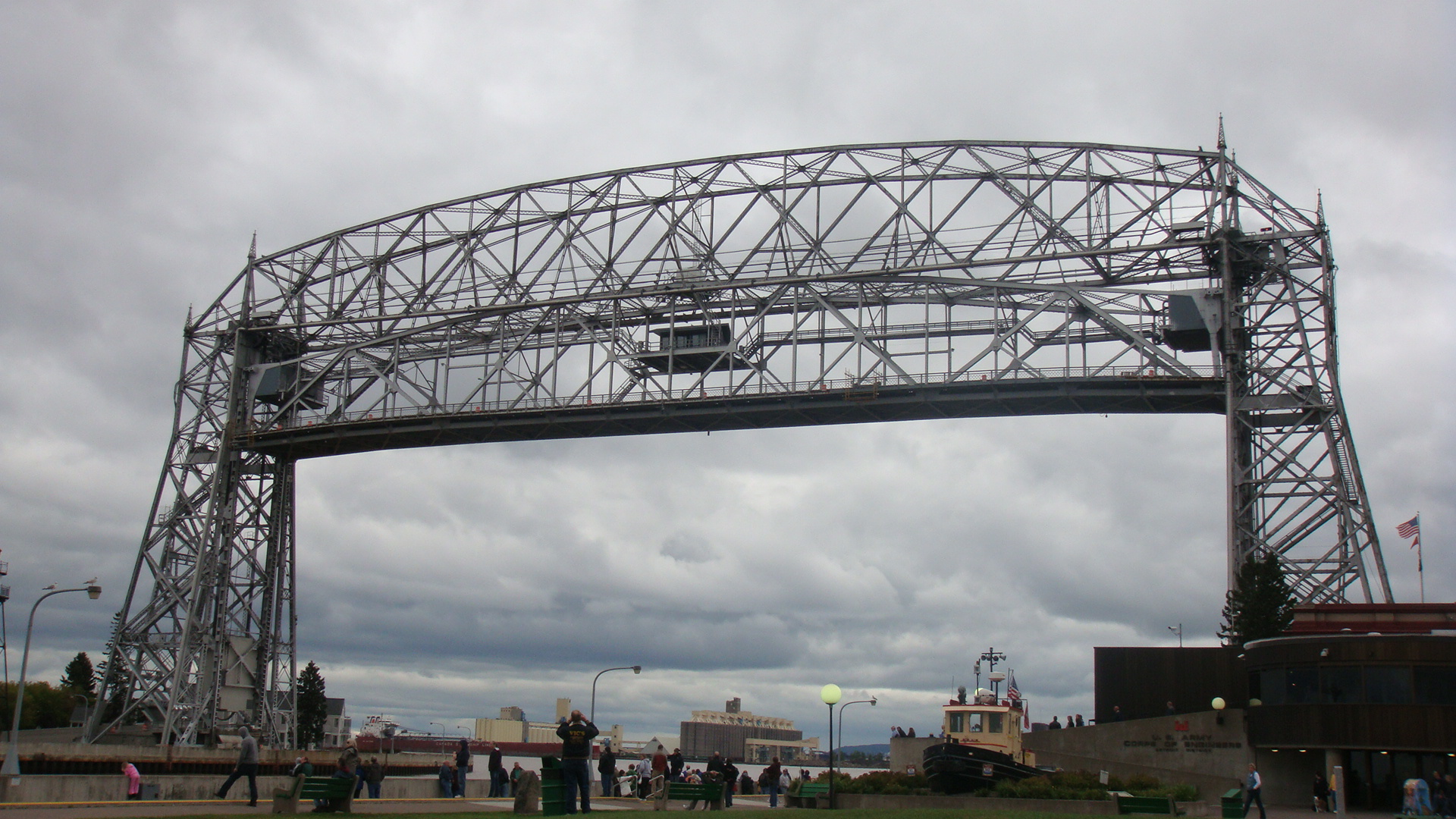
Một trong những cây cầu ở hồ Thượng

Hồ Thượng (Hồ Superior, còn được gọi là Gichigami trong tiếng Ojibwa), kề cận với tỉnh Ontario (Canada) và tiểu bang Mỹ Minnesota về phía bắc và với hai tiểu bang Wisconsin và Michigan về phía nam, là hồ lớn và sâu nhất của Ngũ Đại Hồ ở Bắc Mỹ và lớn thứ ba thế giới (sau biển Caspi và hồ Baikal).
Nhưng nó được gọi là Gichigami ("nước lớn") trong tiếng Ojibwa, nhưng hồ này nổi tiếng hơn dưới tên "Gitche Gumee" do Thơ ca Hiawatha của Henry Wadsworth Longfellow. Các nhà thám hiểm Pháp đặt tên lac Supérieur (hồ Thượng) cho hồ này vì nó là hồ cực bắc của Ngũ Đại Hồ.

## Địa lý
Hồ Thượng là hồ nước ngọt lớn nhất trên thế giới theo diện tích mặt nước, hồ Baikal ở Siberia lớn hơn theo thể tích. (Hồ Tanganyika ở miền trung Phi Châu có thể tích ước lượng là 18.900 km³, còn biển Caspi, trong khi nó lớn hơn, chứa đựng nước biển.)
Hồ Thượng có diện tích mặt nước là 82.100 km² (hay 31.700 dặm vuông) – lớn hơn tiểu bang Nam Carolina. Chiều dài của nó tới 563 km (350 dặm) và chiều ngang cực đại là 257 km (160 dặm). Độ sâu trung bình của nó là 147 m (483 foot) và độ sâu cực đại là 406 m (1.332 foot). Hồ Superior chứa đựng 12.232 km³ nước (2.935 dặm khối nước). Bờ biển của hồ này kéo dài là 4.385 km (2.726 dặm), khi tính vào bờ biển của các đảo nằm trên hồ. Độ cao của hồ này là 183 m (602 foot) trên mặt biển.